# 香港漫畫星光大道

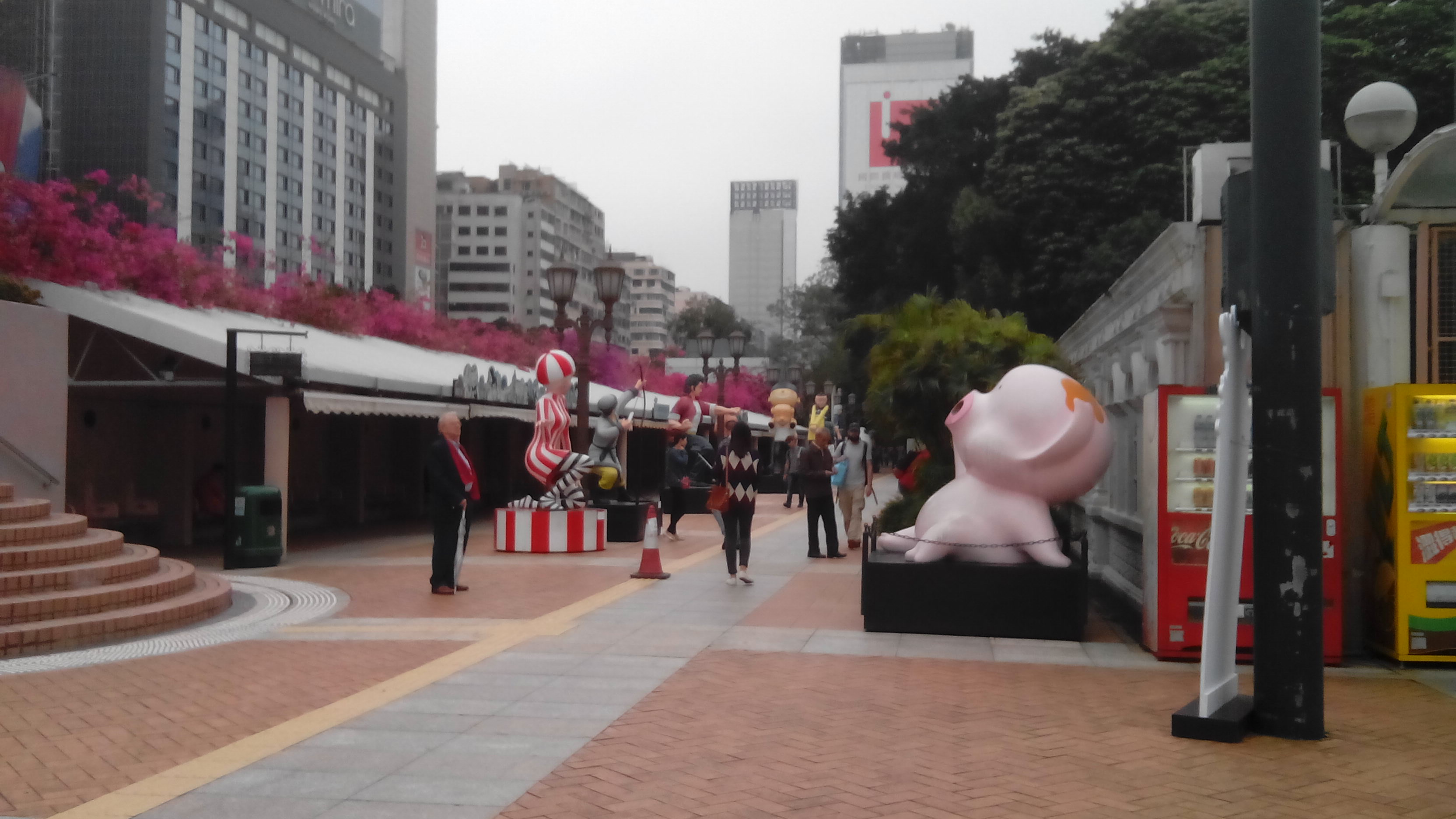
香港漫畫星光大道

香港漫畫星光大道（英文：Hong Kong Avenue of Comic Stars）位於香港九龍油尖旺區尖沙咀九龍公園功夫閣和藝趣坊之間，長約百米，為世界上首條以漫畫為主題的星光大道。香港漫畫星光大道上香港漫畫家的手印，星光大道兩旁有24座巨型的香港漫畫經典角色的彩繪雕塑。此外，設立有漫畫歷史及發展廊及漫畫教育廊，展示香港漫畫發展歷史、漫畫製作過程、工具、漫畫家工作室情景及漫畫原稿等等。香港漫畫星光大道於2012年9月27日開幕，初步的營業運作時期為3年，目標為以營造香港社會上的創意氣氛，向香港及海外推廣香港漫畫，並且擴大香港漫畫的市場的規模。
主辦單位──香港動漫畫聯會，每年都會在香港漫畫星光大道舉辦大型活動，並且定期推出特別為到學生和遊客而設立的導賞團及工作坊。

## 手印列表
香港漫畫星光大道上的香港漫畫家銅製手印共有10塊：
1. 上官小寶
2. 王司馬
3. 王澤父子
4. 李志清
5. 李惠珍
6. 邱福龍
7. 馬榮成
8. 黃玉郎
9. 小克
10. 劉雲傑

## 彩繪雕塑列表

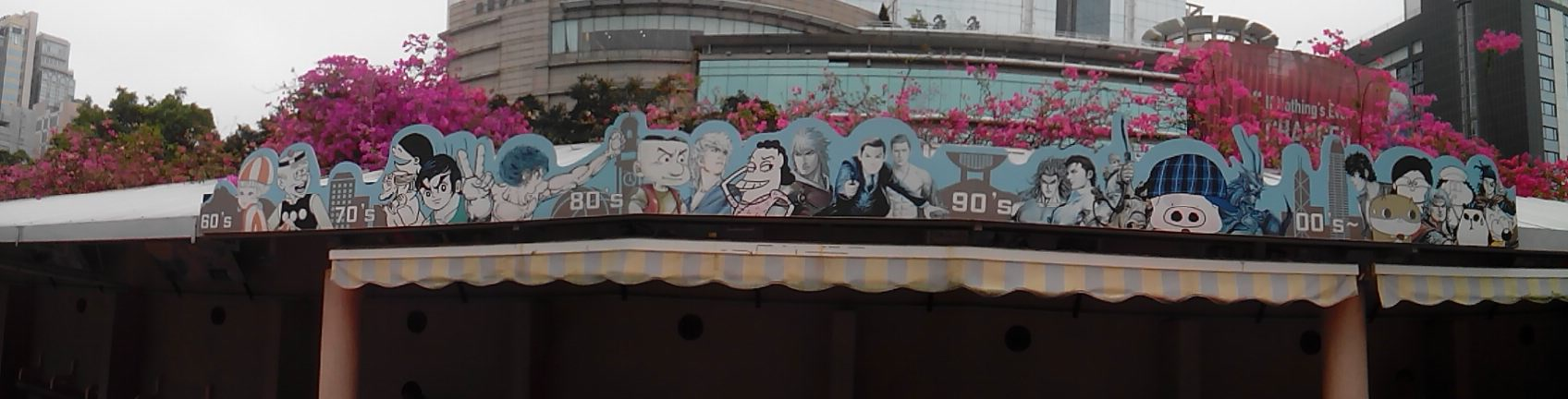
漫畫人物時間序

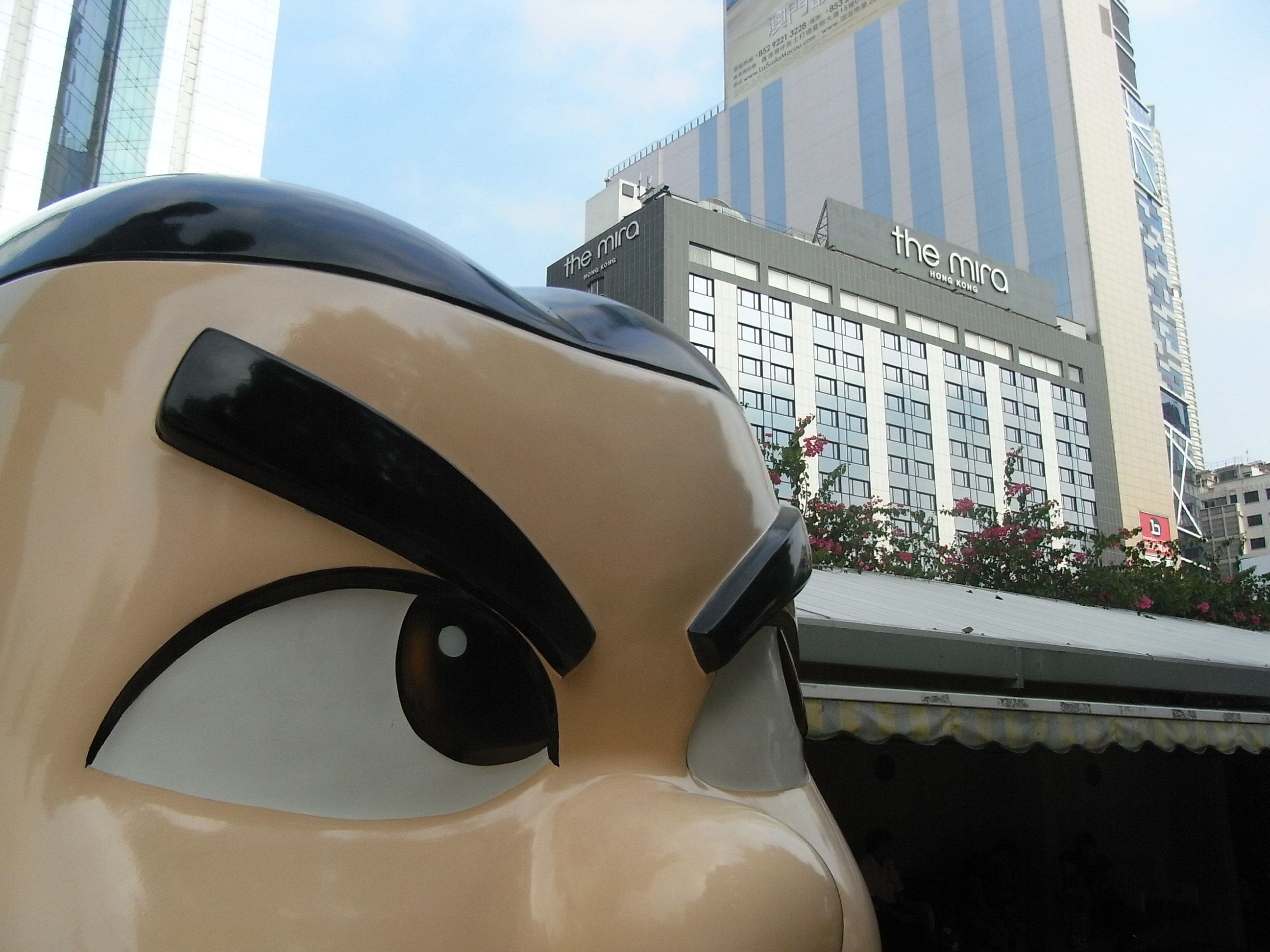
彩繪雕塑後的彌敦道。

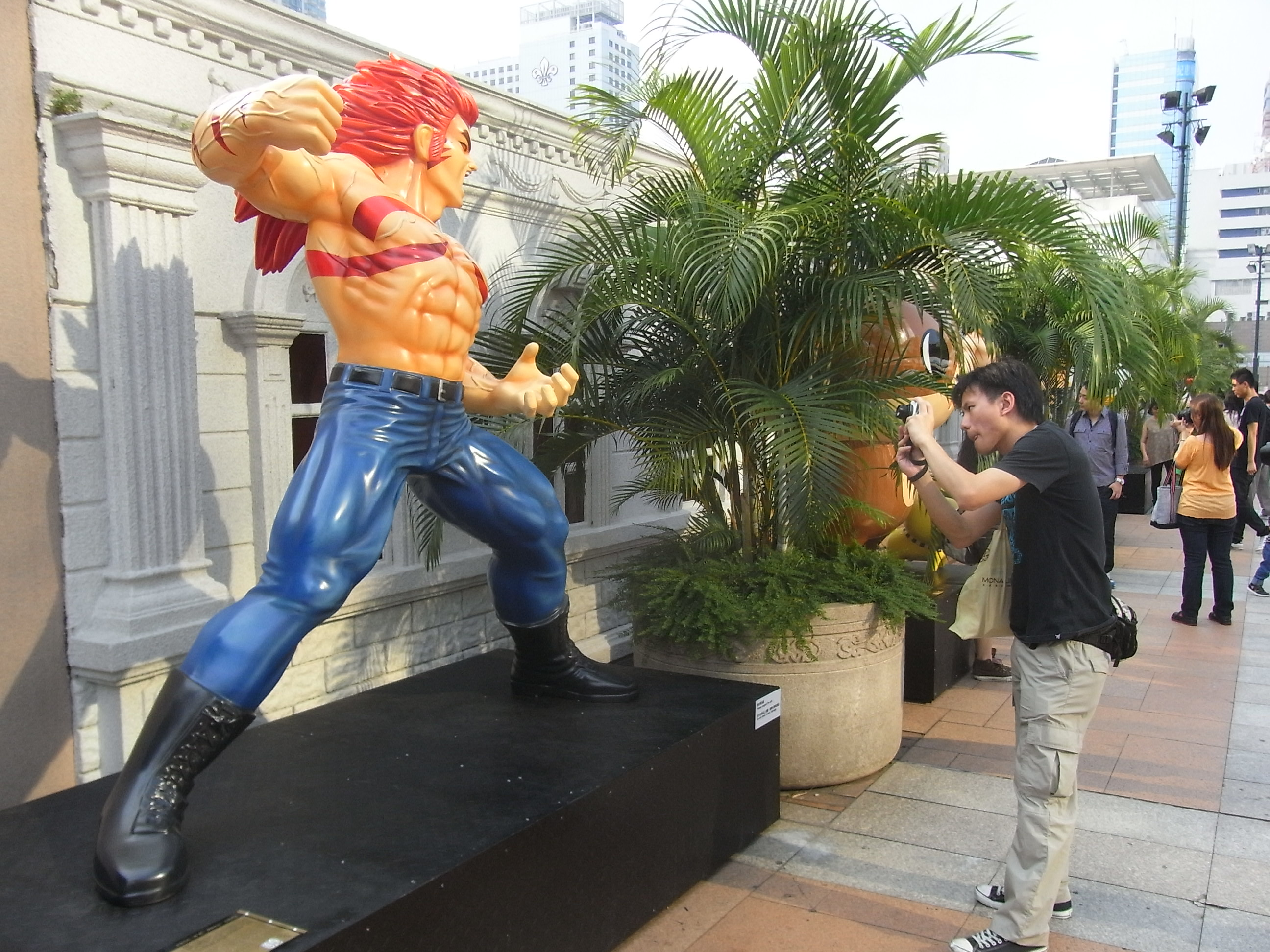
《海虎》主角白軍浪

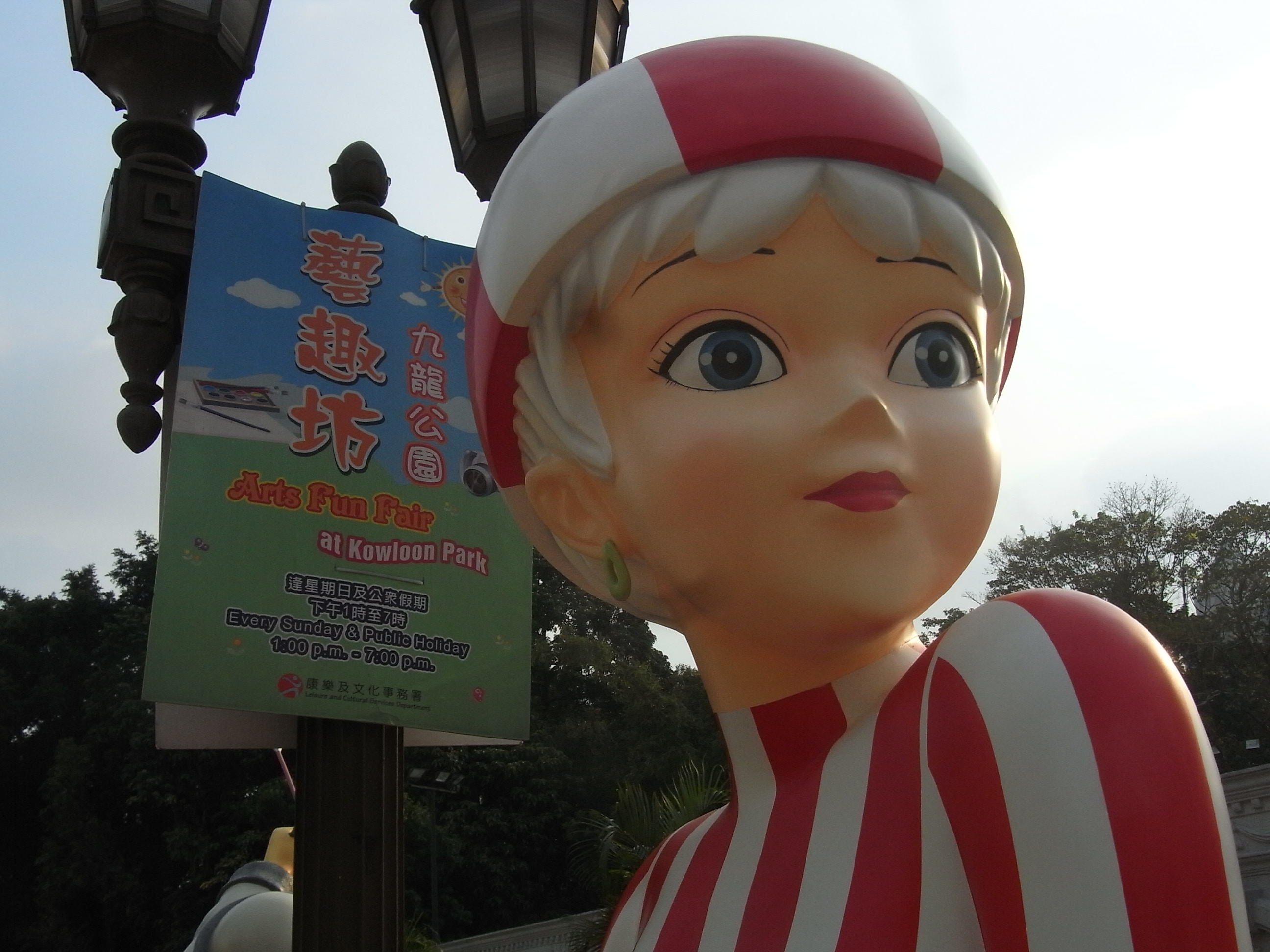
13點

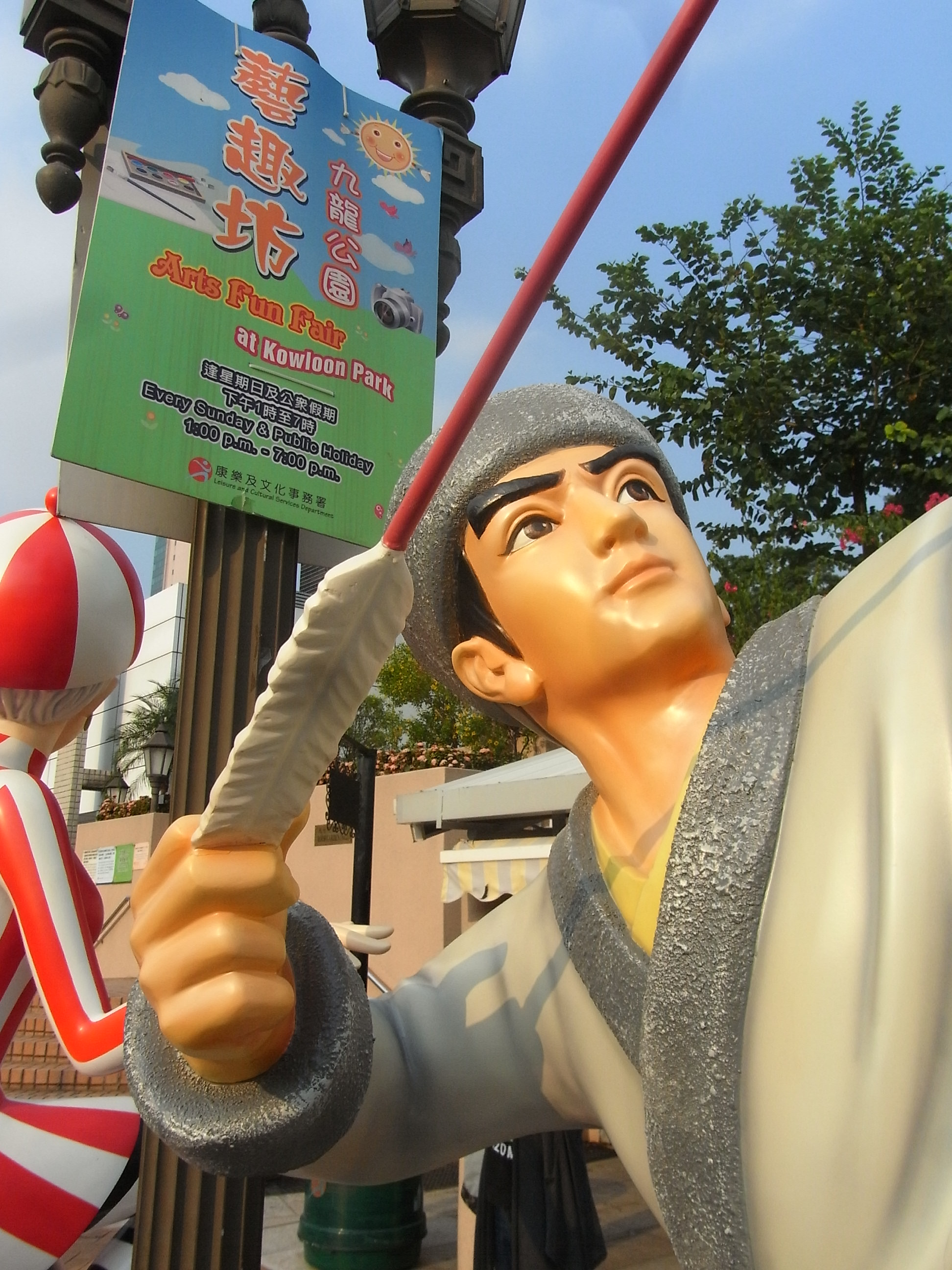
《射鵰英雄傳》主角郭靖。

24個香港漫畫經典角色以彩繪雕塑形式巍然聳立在香港漫畫星光大道上，所採用的角色全部經過公眾投票（比重佔30%）及專業甄選委員會評審（比重佔70%）而揀選出來，當中公眾投票選舉結果中最受歡迎的6個角色，獲得特別製作外，其彩繪雕塑高2.7米，當中包括了牛仔、王小虎、老夫子、步驚雲、13點和華英雄，其餘18個彩繪雕塑則高1.8米 。每座彩繪雕塑的製作費用約7萬港元，於中國廣東省東莞市製作，由角色的創作者親自監督，最終通過鐵路運輸來到香港擺設。
1. 特務K
2. Q小子（白貓黑貓）
3. 13點
4. 王小虎
5. 牛仔
6. 老少女
7. 老夫子
8. 李小龍
9. 步驚雲
10. 阿狗（武庚）
11. 哨牙珍
12. 馬仔
13. 海虎
14. 南宮問天
15. 陳浩南
16. 郭靖
17. 麥兜
18. 許樂
19. 華英雄
20. 壽星仔
21. 龍神
22. 燎原火
23. 聾貓
24. 癲噹

香港漫畫星光大道第三期項目於 2022 年翻新了，加入了兩個全新展區「漫漫牆」及「漫人幫」，其中全長約50米的「漫漫牆」更是全港最長的戶外壁畫。
壁畫由18名香港推介漫畫家及12位香港新晉漫畫家角色串連而成。

## 歷史
香港漫畫星光大道的建造籌備了逾兩年時間，由香港動漫畫聯會主要辦理，由香港生產力促進局、香港數碼娛樂業支援中心、康樂及文化事務署及油尖旺區議會文化藝術活動統籌委員會協助辦理。香港漫畫星光大道獲得香港政府的創意香港資助5,372,800港元興建。此外，香港動漫畫聯會亦有發展手提電話應用程式，讓參觀人士能夠進一步了解香港漫畫星光大道所展示的漫畫角色及背景等資料。
香港動漫畫聯會會長黃玉郎表示，香港市民和外國旅客都是香港漫畫星光大道的招攬對象，尤其希望更多中國大陸旅客到此一遊，從而推廣香港漫畫至中國大陸市場。他表示，每座彩繪雕塑均有表達香港特色。黃玉郎舉例子表示，王小虎等動作角色，代表「打不死」精神，反映香港人永不言敗；而老夫子就代表昔日香港人的阿Q精神等。此外，他表示會於1年後檢討香港漫畫星光大道的運作內容，包括訪客人數等等，長遠希望將此項目永久落戶於西九文化區區內。

## 導賞團
香港動漫畫聯會理事溫紹倫表示，首期學生導賞團由2012年10月至12月，共50團導賞，已經被50所小學及中學訂定了，下一輪需要等待至2013年3月至6月。至於特別為到遊客而設立的導賞團，遊客可以於2012年10月開始於現場即時報名，設有粵語、普通話及英語導賞。

## 藝趣坊
逢星期日及公眾假期，香港漫畫星光大道旁邊設有由康樂及文化事務署設立的藝趣坊，專門售賣手工藝品及香港漫畫的主題產品，以及提供攝影、繪畫、漫畫、書法及人像素描等藝術服務。

## 週年活動
香港動漫畫聯會表示，為期3年內，他們每年會至少於香港漫畫星光大道舉行一次大型的週年活動，包括考慮於2013年7月，即動漫節期間作出相應配合的活動。

## 維修
香港動漫畫聯會理事溫紹倫指出，單位有預算經費為到彩繪雕塑進行定期的修維及翻新，如果發現有彩繪雕塑破損或者殘舊，單位都會即時搶救維修。

## 交通
- 港鐵荃灣綫尖沙咀站A1出口

## 相關參見
- 香港星光大道
- 荷里活星光大道

## 外部連結
- 香港漫畫星光大道 （页面存档备份，存于） 官方網站
- 香港漫畫星光大道 官方臉譜專頁
- 建立漫畫星光大道推廣香港漫畫 （页面存档备份，存于）